# Affection (Lisa Stansfield-album)
Az Affection Lisa Stansfield brit énekes-dalszerző debütáló szólólemeze, melyet az Arista Records jelentetett meg 1989. november 20-án. Az albumon szereplő dalok mindegyikét Stansfield írta Ian Denavey-vel és Andy Morisszal együtt. A This Is the Right Time című dalt a Coldcut készítette. Az album sikeres volt, és pozitív kritikákat kapott a zenekritikusoktól. Több országban Top10-es helyezést ért el a slágerlistákon, és világszerte 5 millió példányban kelt el az album. Az albumról az All Around the World mellett még négy kislemez jelent meg. A This Is the Right Time, a Live Together, What Did I Do to You?, és a You Can't Deny It című dalok. Az albumot 2014. november 10-én az Egyesült Királyságban, és Európában november 21-én jelentették meg újra 2CD-s deluxe kiadványként, mely DVD-t is tartalmaz.

## Előzmények
1989 márciusában Stansfield közreműködött a Coldcut "People Hold On" című dalában, melynek társszerzője is volt. A dal Európában Top 40-es sláger lett, és az Egyesült Királyságban a 11. helyre került. Az Egyesült Államokban a 6. helyezést érte el a Billboard Hot Dance Club Songs listán. A slágernek köszönhetően az Arista Records lemezszerződést ajánlott neki, mint szólóénekes, melyhez csatlakozott korábbi együtteséből a Blue Zone-ból zeneszerzőként, és producerként Ian Daveney és Andy Morris is. A Coldcut megköszönte a közreműködést Stansfieldnek azzal, hogy következő This Is the Right Time című dalában is közreműködhetett.

## A lemez tartalma
Az egész albumot Stansfield, Ian Devaney és Andy Morris írta, kivéve a "This Is the Right Time" című dalt, melyet a Coldcut készítette. Az album először 1989. november 20-án jelent meg Európában, melynek kazettás és CD változata 13 dalt tartalmazott, illetve 10 dal került fel az LP változatra. Az "Affection", a "Wake Up Baby" és a"The Way You Want It" című dalok ezen változaton nem szerepelnek. Észak-Amerikában az album 1990. február 20-án jelent meg, melyen a dalokon finomítottak, és felcserélték a dalok sorrendjét. 2003-ban újra kiadták az albumot digipack-ként négy bónusz dallal: "People Hold On", "My Apple Heart", "Lay Me Down" és "Something's Happenin". Az utolsó három dalt eredetileg a "What Did I Do to You?" című európai kislemez részét képezte. Észak-Amerikában a "Lay Me Down" és a "Something's Happenin" című dalok a "You Can't Denny It" című kislemezen szerepeltek, a "My Apple Heart" című dal pedig a "This Is the Right Time" kislemez B. oldalán kapott helyet.
Az album remasterelt és kibővített kiadása 2014 novemberében jelent meg egy 2 CD és DVD-s deluxe kiadásban, melyen ritka felvételek, és 12"-es mixek, videók, élő felvételek szerepeltek, valamint egy interjú is. A 28 oldalas füzet dalszövegeket, fotókat, és feljegyzéseket tartalmaz. A kiadvány Európában 2014. november 10-én, Európában pedig november 21-én jelent meg, melyet a The Collection 1989–2003 című kiadvány részeként szintén kiadtak. Ugyanakkor az "Affection" című album 2014-es újbóli kiadása egy korábban nem kiadott dalt a "The Love in Me" (Extended Version) is tartalmazza. A People Hold On ... The Remix Anthology szintén az újrakiadás évében jelent meg, és korábban nem megjelent remixeket tartalmaz:  "All Around the World" (Attack Mix), "What Did I Do to You?" (Red Zone Mix) és a "The Love in Me" (12" Remix).

## Kislemezek
A This Is the Right Time 1989. július 31-én elsőként jelent meg Európában. Az Egyesült Királyságban a 13. míg Németországban a 17., Ausztriában a 25. helyezést érte el. Egy évvel később 1990. július 30-án a harmadik Észak-Amerikai kislemezként jelentették meg a dalt. Kanadában a 12, az amerikai Billboard Hot Dance Club Songs listán az 1. a Hot R&B /Hip-Hop Songs listán a 13. helyezést sikerült elérnie. A második európai kislemez az All Around the World 1989. október 16-án jelent meg. Az Egyesült Királyság, Ausztria, Belgium, Hollandia, Norvégia, és Spanyolország  kislemezlistáin az első helyezést érte el, de más országokban is Top 10-es helyezés volt. Észak-Amerikában az "All Around the World" 1990. január 15-én jelent meg, mint vezető kislemez, és a Billboard Hot 100-as listán, és Kanadában is a 3. helyen szerepelt. A dal a Hot R&B / Hip-Hop és Hot Dance Club listák élvonalában szerepelt, és platina tanúsítvánnyal is rendelkezik. A kislemezből a RIAA tanúsítványa szerint több mint 1.000.000 példányt értékesítettek az Egyesült Államokban. A harmadik európai kislemez a "Live Together" 1990. január 29-én jelent meg, és Top 10-es sláger volt az Egyesült Királyságban, Olaszországban, Hollandiában, és Belgiumban.
A következő kislemez a "Why Did I Do to You?" 1990. április 30-án jelent meg, és Olaszországban a 7. míg Írországban a 20, az Egyesült Királyságban a 25. helyen végzett. A második Észak-Amerikában megjelent kislemez a "You Can't Denny It" szintén sikeres volt, melyet 1990. május 2-án adtak ki, és Kanadában, valamint az Egyesült Államok Billboard Hot 100-as listáján a 14. helyezést érte el. A dal a Hot R&B / Hip-Hop Songs listán az élvonalban szerepelt, a Hot Dance Club Songs listán a 2. helyre került. Egy dupla A oldalas kislemezen együtt szerepelt a "This Is the Right Time"/"You Can't Deny It" című dalok US remixei, mely 1990. szeptemberben került a boltokba, és ezek voltak az utolsó dalok, melyeket az "Affection" című albumról kimásoltak. 2003-ban a  "This Is the Right Time", "All Around the World", "Live Together" and "You Can't Deny It" című dalok szintén helyet kaptak Stansfield válogatás albumán, a Biography: The Greatest Hits című lemezen. A "The Love in Me" kétszer tekinthető potenciális kislemeznek, először 1989 végén, az "All Around the World" című dallal közösen egy kislemezen, majd 1990-ben ismét, amikor a "What Did I Do to You?" egy táncolhatóbb változatának kislemezén kapott helyett a dal. Mindként alkalommal új remixeket készítettek, melyeket 2014-ben adtak ki az "Affection" című album újra kiadásaként, valamint a People Hold On ... The Remix Anthology és a "The Collection 1989–2003" részeként is.

## Kritikák
| Értékelések          |           |
| Értékelő             | Értékelés |
| AllMusic             | [ 1 ]     |
| Rolling Stone        | [ 2 ]     |
| Entertainment Weekly | A-        |
| Robert Christgau     | A-        |

Az "Affection" kedvező értékelést kapott a zenekritikusoktól. Alex Henderson az AllMusic kritikusa ezt írta: "Stansfield viharosan vette át azt az R&B világot, és melankóliát, a Barry White által befolyásolt "All Around the World" kislemezével.[...] Noha nem távolodott el a hip-hop és house zene elemeitől, az album nem hagy kétséget abban, hogy a brit énekesnő szívében a 70-es évek R&B stílusa is nyomot hagyott. Bár egy ilyen lélekben vannak retro hajlamok is, úgy mint a  'You Can't Deny It' és 'What Did I Do to You? című dalokban. Nyilvánvaló, hogy Stansfield producerei nagyon frissen tartják azt a csúcstechnológiát, amit a 80-as évek végén, és a 90-es évek elején működő stílus ölel fel. Noha Stansfield  alapvetően egy soul díva, A "This Is the Right Time" című dala egy disco remekmű. Amy Linden a Rolling Stone kritikusa Stansfieldet a 90-es évek "soul mamájának" nevezte.[...]  Az "Affection" egy tökéletes kép a házasság és a késő esti soul zene morgása között. Robert Christgau úgy gondolja, hogy Stansfirld stílusának nincs védjegye, és maguk a dalok vonzóak, és szerények, úgy mint a hangja, finom hangszer, mely több mint a várt hangzásbeli öröm kvóta, anélkül, hogy megfulladna saját magában. Greg Sandow az Entertainment Weeklytől ezt írta: Stansfield hangosnak, és őszintének hangzik, mely valójában a legszembetűnőbb dalának tárgya, és címe, melyet csendes, de parázsló ártatlansággal ad elő. Ez az első albuma, de már úgy hangzik, mintha tudná, hogy ki ő.[...] A producerek által kitalált dalok olyan ritmusokat hoznak elő, mely egyes dalokat saját genetikai kódja formál. Néhány dal elragadó, selymes, Ezért az "Affection" kiemelkedik a többi hasonló albumtól. A ritmus azonban elragad ahhoz, hogy ne csak egyszer, vagy kétszer hallgasd meg az albumot, hanem háromszor is elvonjon téged.

## Fogadtatás
Az "Affection" több mint 5 millió példányban kelt el szerte a világon. Az Egyesült Királyságban háromszor platina helyezést ért el, valamint egyéb országokban arany-platina helyezést kapott Az Egyesült Államokban több mint 1 millió példányban kelt el, így az album a világ tíz legjobb albumai között van. Ausztriában, és Olaszországban 1 helyezést ért el az album. Az Egyesült Királyságban a 2. helyezés volt, az Egyesült Államokban pedig a 9. helyre sikerült jutnia. Az "Affection" Stansfield legsikeresebb albuma.

## Díjak
1990-ben a Brit Awards díjkiosztón négy díjra jelölték az énekesnőt. A British Breakthroug, a British Female Solo és a British Single ("All Around the World") és a Best Video kategóriában ("All Around the World"). Megnyerte a brit áttörés díját, és az ünnepségen az "All Around the World" című dalt adta elő. A dallal Stansfield két Ivor Novello díjat is nyert, a legjobb kortárs dal kategóriában (1990), és a legjobb nemzetközi dal kategóriában (1991). Stansfield 1990-en a Billboard Music Award díját is megnyerte a legjobb új előadó kategóriában. 1991-ben ASCAP díjat kapott a legjobb dal írója kategóriában. ("All Around the World") 1990-ben a legjobb új művész díj, és az innovációs díj kategóriában is nyert. DMC díjat a legjobb album, és legjobb művész kategóriában nyert. 1991-ben Stansfield elnyerte a legjobb brit művész világzenei díját is. Az 1991. évi Grammy-díj alkalmával a legjobb új művésznek járó díjat, és a legjobb női pop előadó díjára is jelölték, ("All Around the World"), azonban ezt mindkét esetben elvesztette, és Mariah Carey nyerte a díjakat.

## Számlista
| #   | Cím                                         | Szerző(k)                                 | Producer(ek)    | Hossz |
| --- | ------------------------------------------- | ----------------------------------------- | --------------- | ----- |
| 1.  | This Is the Right Time                      | Lisa Stansfield, Ian Devaney, Andy Morris | Coldcut         | 4:29  |
| 2.  | Mighty Love                                 | Stansfield, Devaney, Morris               | Devaney, Morris | 5:11  |
| 3.  | Sincerity                                   | Stansfield, Devaney, Morris               | Devaney, Morris | 4:47  |
| 4.  | The Love in Me                              | Stansfield, Devaney, Morris               | Devaney, Morris | 5:01  |
| 5.  | All Around the World                        | Stansfield, Devaney, Morris               | Devaney, Morris | 4:29  |
| 6.  | What Did I Do to You?                       | Stansfield, Devaney, Morris               | Devaney, Morris | 4:48  |
| 7.  | Live Together                               | Stansfield, Devaney, Morris               | Devaney, Morris | 6:10  |
| 8.  | You Can't Deny It                           | Stansfield, Devaney, Morris               | Devaney, Morris | 5:36  |
| 9.  | Poison                                      | Stansfield, Devaney, Morris               | Devaney, Morris | 4:12  |
| 10. | When Are You Coming Back?                   | Stansfield, Devaney, Morris               | Devaney, Morris | 5:23  |
| 11. | Affection (Csak CD-n és kazettán)           | Stansfield, Devaney, Morris               | Devaney, Morris | 5:52  |
| 12. | Wake Up Baby (Csak CD-n és kazettán)        | Stansfield, Devaney, Morris               | Devaney, Morris | 3:58  |
| 13. | The Way You Want It (Csak CD-n és kazettán) | Stansfield, Devaney, Morris               | Devaney, Morris | 4:56  |

| 1.  | All Around the World                             | Stansfield, Devaney, Morris | Devaney, Morris | 4:27 |
| 2.  | Mighty Love                                      | Stansfield, Devaney, Morris | Devaney, Morris | 5:11 |
| 3.  | This Is the Right Time                           | Stansfield, Devaney, Morris | Coldcut         | 4:29 |
| 4.  | You Can't Deny It (U.S. Remix)                   | Stansfield, Devaney, Morris | Devaney, Morris | 4:31 |
| 5.  | What Did I Do to You? (Mark Saunders Club Remix) | Stansfield, Devaney, Morris | Devaney, Morris | 5:52 |
| 6.  | Affection (Csak CD-n és kazettán)                | Stansfield, Devaney, Morris | Devaney, Morris | 5:49 |
| 7.  | Live Together (New Version/Single Remix)         | Stansfield, Devaney, Morris | Devaney, Morris | 4:36 |
| 8.  | Sincerity                                        | Stansfield, Devaney, Morris | Devaney, Morris | 4:48 |
| 9.  | The Love in Me                                   | Stansfield, Devaney, Morris | Devaney, Morris | 4:58 |
| 10. | Poison                                           | Stansfield, Devaney, Morris | Devaney, Morris | 4:16 |
| 11. | When Are You Coming Back?                        | Stansfield, Devaney, Morris | Devaney, Morris | 5:15 |
| 12. | Wake Up Baby (Csak CD-n és kazettán)             | Stansfield, Devaney, Morris | Devaney, Morris | 3:52 |
| 13. | The Way You Want It (Csak CD-n és kazettán)      | Stansfield, Devaney, Morris | Devaney, Morris | 4:57 |

| 1.  | This Is the Right Time                          | Stansfield, Devaney, Morris           | Coldcut         | 4:30 |
| 2.  | Mighty Love                                     | Stansfield, Devaney, Morris           | Devaney, Morris | 5:11 |
| 3.  | Sincerity                                       | Stansfield, Devaney, Morris           | Devaney, Morris | 4:49 |
| 4.  | The Love in Me                                  | Stansfield, Devaney, Morris           | Devaney, Morris | 5:00 |
| 5.  | All Around the World                            | Stansfield, Devaney, Morris           | Devaney, Morris | 4:25 |
| 6.  | What Did I Do to You? (7" Version)              | Stansfield, Devaney, Morris           | Devaney, Morris | 4:18 |
| 7.  | Live Together                                   | Stansfield, Devaney, Morris           | Devaney, Morris | 6:09 |
| 8.  | You Can't Deny It (US Version)                  | Stansfield, Devaney, Morris           | Devaney, Morris | 4:27 |
| 9.  | Poison                                          | Stansfield, Devaney, Morris           | Devaney, Morris | 4:17 |
| 10. | When Are You Coming Back?                       | Stansfield, Devaney, Morris           | Devaney, Morris | 5:15 |
| 11. | Affection                                       | Stansfield, Devaney, Morris           | Devaney, Morris | 5:41 |
| 12. | Wake Up Baby                                    | Stansfield, Devaney, Morris           | Devaney, Morris | 3:56 |
| 13. | The Way You Want It                             | Stansfield, Devaney, Morris           | Devaney, Morris | 5:00 |
| 14. | People Hold On (Single Mix) (featuring Coldcut) | Matt Black, Jonathan More, Stansfield | Coldcut         | 3:57 |
| 15. | My Apple Heart                                  | Stansfield, Devaney, Morris           | Devaney, Morris | 4:15 |
| 16. | Lay Me Down                                     | Stansfield, Devaney, Morris           | Devaney, Morris | 4:13 |
| 17. | Something's Happenin'                           | Stansfield, Devaney, Morris           | Devaney, Morris | 3:46 |

| 1.  | This Is the Right Time                   | Stansfield, Devaney, Morris | Coldcut         | 4:30 |
| 2.  | Mighty Love                              | Stansfield, Devaney, Morris | Devaney, Morris | 4:16 |
| 3.  | Sincerity                                | Stansfield, Devaney, Morris | Devaney, Morris | 4:48 |
| 4.  | The Love in Me                           | Stansfield, Devaney, Morris | Devaney, Morris | 5:02 |
| 5.  | All Around the World                     | Stansfield, Devaney, Morris | Devaney, Morris | 4:29 |
| 6.  | What Did I Do to You?                    | Stansfield, Devaney, Morris | Devaney, Morris | 4:50 |
| 7.  | Live Together                            | Stansfield, Devaney, Morris | Devaney, Morris | 6:10 |
| 8.  | You Can't Deny It                        | Stansfield, Devaney, Morris | Devaney, Morris | 5:31 |
| 9.  | Poison                                   | Stansfield, Devaney, Morris | Devaney, Morris | 4:19 |
| 10. | When Are You Coming Back?                | Stansfield, Devaney, Morris | Devaney, Morris | 5:15 |
| 11. | Affection                                | Stansfield, Devaney, Morris | Devaney, Morris | 5:52 |
| 12. | Wake Up Baby                             | Stansfield, Devaney, Morris | Devaney, Morris | 3:54 |
| 13. | The Way You Want It                      | Stansfield, Devaney, Morris | Devaney, Morris | 4:59 |
| 14. | This Is the Right Time (Miles Ahead Mix) | Stansfield, Devaney, Morris | Coldcut         | 7:45 |
| 15. | All Around the World (Long Version)      | Stansfield, Devaney, Morris | Devaney, Morris | 7:08 |

| 1.  | My Apple Heart                              | Stansfield, Devaney, Morris | Devaney, Morris | 5:17 |
| 2.  | Lay Me Down                                 | Stansfield, Devaney, Morris | Devaney, Morris | 4:21 |
| 3.  | Something's Happenin'                       | Stansfield, Devaney, Morris | Devaney, Morris | 3:57 |
| 4.  | Sing It                                     | Stansfield, Devaney, Morris | Devaney, Morris | 5:32 |
| 5.  | This Is the Right Time (Extended Version)   | Stansfield, Devaney, Morris | Coldcut         | 5:40 |
| 6.  | All Around the World (Around the House Mix) | Stansfield, Devaney, Morris | Devaney, Morris | 6:03 |
| 7.  | Live Together (Extended Version)            | Stansfield, Devaney, Morris | Devaney, Morris | 8:55 |
| 8.  | What Did I Do to You? (Mark Saunders Remix) | Stansfield, Devaney, Morris | Devaney, Morris | 5:52 |
| 9.  | You Can't Deny It (Extended Version)        | Stansfield, Devaney, Morris | Devaney, Morris | 7:53 |
| 10. | The Love in Me (Extended Version)           | Stansfield, Devaney, Morris | Devaney, Morris | 7:06 |
| 11. | This Is the Right Time (Kick Mix)           | Stansfield, Devaney, Morris | Coldcut         | 6:45 |
| 12. | All Around the World (Runaway Love Mix)     | Stansfield, Devaney, Morris | Devaney, Morris | 4:37 |
| 13. | Live Together (Home Sweet Home Mix)         | Stansfield, Devaney, Morris | Devaney, Morris | 7:42 |

| 1.  | People Hold On (with Coldcut) (Promo Video)         | Black, More, Stansfield                     | Coldcut         |  |
| 2.  | This Is the Right Time (Promo Video)                | Stansfield, Devaney, Morris                 | Coldcut         |  |
| 3.  | All Around the World (Promo Video)                  | Stansfield, Devaney, Morris                 | Devaney, Morris |  |
| 4.  | Live Together (Promo Video)                         | Stansfield, Devaney, Morris                 | Devaney, Morris |  |
| 5.  | What Did I Do to You? (Promo Video)                 | Stansfield, Devaney, Morris                 | Devaney, Morris |  |
| 6.  | You Can't Deny It (Promo Video)                     | Stansfield, Devaney, Morris                 | Devaney, Morris |  |
| 7.  | This Is the Right Time (US Version) (Promo Video)   | Stansfield, Devaney, Morris                 | Coldcut         |  |
| 8.  | This Is the Right Time (Live! All Around the World) | Stansfield, Devaney, Morris                 | Coldcut         |  |
| 9.  | Mighty Love (Live! All Around the World)            | Stansfield, Devaney, Morris                 | Devaney, Morris |  |
| 10. | You Can't Deny It (Live! All Around the World)      | Stansfield, Devaney, Morris                 | Devaney, Morris |  |
| 11. | The Love in Me (Live! All Around the World)         | Stansfield, Devaney, Morris                 | Devaney, Morris |  |
| 12. | Sincerity (Live! All Around the World)              | Stansfield, Devaney, Morris                 | Devaney, Morris |  |
| 13. | Poison (Live! All Around the World)                 | Stansfield, Devaney, Morris                 | Devaney, Morris |  |
| 14. | Live Together (Live! All Around the World)          | Stansfield, Devaney, Morris                 | Devaney, Morris |  |
| 15. | Good Morning Heartache (Live! All Around the World) | Irene Higginbotham, Ervin Drake, Dan Fisher | Devaney, Morris |  |
| 16. | What Did I Do to You? (Live! All Around the World)  | Stansfield, Devaney, Morris                 | Devaney, Morris |  |
| 17. | All Around the World (Live! All Around the World)   | Stansfield, Devaney, Morris                 | Devaney, Morris |  |
| 18. | People Hold On (Live! All Around the World)         | Black, More, Stansfield                     | Coldcut         |  |
| 19. | Affection (Live! All Around the World)              | Stansfield, Devaney, Morris                 | Devaney, Morris |  |
| 20. | The Way You Want It (Live! All Around the World)    | Stansfield, Devaney, Morris                 | Devaney, Morris |  |
| 21. | 2014 Interview with Mark Goodier                    |                                             |                 |  |

## Slágerlista
| Slágerlista (1989–90)                        | Legjobb helyezések |
| -------------------------------------------- | ------------------ |
| Ausztrália (ARIA Top 50 Albums)              | 7                  |
| Ausztria (Ö3 Austria Top 40)                 | 1                  |
| Hollandia (Dutch Charts Album Top 100)       | 6                  |
| (Top 100)                                    | 2                  |
| Finnország (Suomen virallinen lista)         | 5                  |
| Franciaország (SNEP)                         | 21                 |
| Németország (Offizielle Top 100)             | 2                  |
| Olaszország (Hit Parade Italia)              | 1                  |
| Japán (Oricon)                               | 96                 |
| Új-Zéland (Recorded Music NZ Top 40 Albums)  | 5                  |
| Norvégia (VG-lista Album Top 40)             | 6                  |
| Spanyolország (PROMUSICAE)                   | 2                  |
| Svédország (Sverigetopplistan Top 60 Albums) | 2                  |
| Svájc (Schweizer Hitparade Top 100 Albums)   | 2                  |
| Egyesült Királyság (UK Albums Chart)         | 2                  |
| USA Billboard 200                            | 9                  |
| USA Top R&B/Hip-Hop Albums (Billboard)       | 5                  |

| Slágerlista (1989)                                  | Helyezés |
| --------------------------------------------------- | -------- |
| Egyesült Királyság UK Albums (OCC)                  | 23       |
| Slágerlista (1990)                                  | Helyezés |
| Ausztrália (ARIA)                                   | 76       |
| Ausztria (Ö3 Austria)                               | 8        |
| Kanada (RPM)                                        | 37       |
| Hollandia (Album Top 100)                           | 73       |
| Franciaország (SNEP)                                | 36       |
| Németország (Offizielle Top 100)                    | 5        |
| Olaszország (Hit Parade Italia)                     | 8        |
| Új-Zéland (RMNZ)                                    | 38       |
| Norvégia (VG-lista)                                 | 8        |
| Spanyolország (PROMUSICAE)                          | 20       |
| Svájc (Schweizer Hitparade)                         | 16       |
| Egyesült Királyság (OCC)                            | 30       |
| Egyesült Államok Billboard 200                      | 28       |
| Egyesült Államok Top R&B/Hip-Hop Albums (Billboard) | 12       |

## Kiadási előzmények
| Régió              | Dátum              | Label      | Formátum      | Katalógus szám |
| ------------------ | ------------------ | ---------- | ------------- | -------------- |
| Európa             | 1989. november 20. | Arista     | CD, MC, LP    | 260 379        |
| Japán              | 1990. február 7.   | Arista     | CD, MC, LP    | A32D-98        |
| Észak-Amerika      | 1990. február 20.  | Arista     | CD, MC, LP    | ARCD-8554      |
| Európa             | 2003. június 2.    | Arista     | Remastered CD | 82876 543732   |
| Japán              | 2006. november 22. | Sony Japan | Remastered CD | BVCM-37787     |
| Egyesült Királyság | 2014. november 10. | Edsel      | 2CD+DVD       | EDSG 8053      |
| Európa             | 2014. november 21. | Edsel      | 2CD+DVD       | EDSG 8053      |

### Minősítések
| Ország                       | Minősítés  | Eladások  |
| ---------------------------- | ---------- | --------- |
| Ausztrália ARIA              | arany      | 35.000    |
| Ausztria IFPI Austria        | arany      | 25.000    |
| Kanada Music Canada          | platina    | 100.000   |
| Németország BVMI             | platina    | 500.000   |
| Finnország Musiikkituottajat | arany      | 36.706    |
| Franciaország SNEP           | arany      | 187.100   |
| Új-Zéland RMNZ               | arany      | 7.500     |
| Spanyolország PROMUSICAE     | platina    | 100.000   |
| Svédország GLF               | platina    | 100.000   |
| Svájc IFPI Switzerland       | platina    | 50.000    |
| Egyesült Királyság BPI       | 3x platina | 900.000   |
| Egyesült Államok RIAA        | platina    | 1.100.000 |
| Világszerte                  |            | 5.000.000 |